# Brukalice
Brukalice (niem. Taschenberg) – wieś w Polsce położona w województwie dolnośląskim, w powiecie ząbkowickim, w gminie Ziębice.

## Podział administracyjny
W latach 1975–1998 miejscowość administracyjnie należała do województwa wałbrzyskiego.

## Toponimia
Wieś opisana w Księdze Henrykowskiej, gdzie znajduje się etymologia jej nazwy. Ma się ona wywodzić od słów wypowiedzianych przez Boguchwała do żony: Day ut ia pobrusa a ti poziwaj. Jej nazwę w zlatynizowanych formach Brucaliz, Brucalicz oraz Brukaliz notuje wraz z sąsiednimi wsiami spisana po łacinie w latach 1269–1273 Księga henrykowska.

## Historia
Wieś założona prawdopodobnie przed 1201 r., jako własność niejakiego Boguchwała, rycerza księcia Bolesława I Wysokiego, który być może był pochodzenia czeskiego. Po Boguchwale właścicielem wsi byli jego synowie, którzy zamienili ją z cystersami z Henrykowa. Od 1262 roku wieś stanowiła dobra klasztorne.